# Marie Curie (film)
Marie Curie (Marie Curie) è un film del 2016 diretto da Marie Noëlle, basato sulla vita della chimica e fisica Marie Curie. Tra biopic e film storico, si raccontano i sei anni più turbolenti della scienziata che, a Parigi dal 1905 al 1911, tra un Nobel e l'altro, si lascia coinvolgere in una relazione passionale con il fisico Paul Langevin, la cui moglie, gelosa, rende pubblica la relazione contemporaneamente all'annuncio del premio Nobel per la chimica assegnato a Marie. Si sottolinea la figura di Marie Curie madre, l'amore per il marito e lo scandalo per l'amante, l'ansia prima di ritirare i Nobel, le notti insonni, le fughe clandestine nei boschi, gli incontri segreti.

## Trama
Fisica e chimica di origine polacca, Marie Sklodowska-Curie è una pioniera nello studio della radioattività. La sua vita è consacrata alla ricerca scientifica insieme al marito Pierre Curie, il quale morì accidentalmente in un sinistro stradale. In un ambiente maschile e conservatore, Marie, poco più che trentenne, rimasta sola con due figli, deve lottare per trovare il suo posto. Invece di godere della fama che si è guadagnata per il suo brillante lavoro di ricerca, Marie soffre perché, dopo aver iniziato una relazione con il fisico Paul Langevin, la moglie di questi, gelosa, rende pubblica la relazione contemporaneamente all'annuncio del premio Nobel per la chimica alla scienziata. 

## Distribuzione
il film è uscito in Germania il 1º dicembre 2016, in Austria l'8 dicembre 2016, in Gran Bretagna il 7 novembre 2017, in Polonia il 3 marzo 2017 e in Italia il 5 marzo 2020.